# Albert Wójciak
Albert Rajmund Wójciak (ur. 18 grudnia 1965) – polski koszykarz występujący na pozycji rozgrywającego.
Wychowanek Pogoni Ruda Śląska.

## Osiągnięcia
Klubowe
- Mistrz Polski (1985, 1986)
- Brązowy medalista mistrzostw Polski (1989)
- Finalista pucharu Polski (1989, 1999)
- Awans do najwyższej klasy rozgrywkowej (1995)
- Uczestnik rozgrywek pucharu:
  - Europy Mistrzów Krajowych (1985–1987 – I runda)
  - Koracia (1999 – TOP 16)

Indywidualne
- Zaliczony do I składu mistrzostw Polski juniorów (1984)

Reprezentacja
- Uczestnik mistrzostw Europy U–18 (1984 – 11. miejsce)[1]